# چشم‌اندازهای شکار در شیلند شمالی
چشم‌اندازهای شکار در شیلند شمالی مجموعه‌ای از زمین‌های شکار و جنگل است که شمال کپنهاگ واقع شده‌اند. این چشم‌انداز در ۱ اوت ۲۰۱۰ توسط یونسکو به عنوان میراث جهانی ثبت شده است . این سایت شامل دو جنگل است که اشراف دانمارکی در آن شکار می‌کردند. میان سده‌های ۱۷ و ۱۸ میلادی این مکان به اوج فعالیتش رسید. جنگل‌ها مطابق با اصول برنامه‌ریزی منظر باروک اصلاح شدند، برای نمونه خطوط شکار که در یک سیستم ستاره‌ای قرار گرفته‌اند، حصارهای اضافی، نقاط جهت‌گیری، و اقامتگاه‌های شکار در مکان ساخته شدند.